# Jurisdiktionsnorm
Jurisdiktionsnorm (abgekürzt JN) ist in Österreich der Name des Gesetzes, welches die Ausübung der Gerichtsbarkeit und die Zuständigkeit der ordentlichen Gerichte in Zivilrechtssachen regelt. Es ist neben der Zivilprozessordnung (ZPO) und dem Außerstreitgesetz die wichtigste Rechtsquelle im Erkenntnisverfahren des Zivilverfahrensrechts.

## Geschichte
Bereits seit den theresianisch-josephinischen Reformen gab es Versuche, die Ausübung der Gerichtsbarkeit im Habsburgerreich zu vereinheitlichen. So war das Allgemeine bürgerliche Gesetzbuch (ABGB) 1812 in den „deutschen Erbländern“ des Kaisertums Österreich in Kraft getreten. Die heutige Organisation der ordentlichen Gerichte in vier Stufen in Österreich geht auf Vorschläge des Jahres 1849 zurück. Seit 1850 war ein kaiserliches Patent in Kraft, das die Ausübung der Gerichtsbarkeit und die Zuständigkeit der ordentlichen Gerichte in Zivilrechtssachen für die Kronländer Österreich ob und unter der Enns, Salzburg, Steiermark, Kärnten, Krain, Görz und Gradiska, Istrien, Triest, Tirol und Vorarlberg, Böhmen, Mähren und Schlesien regelte.
1893 legte die österreichische Regierung dem Parlament in Wien neue Entwürfe einer Jurisdiktionsnorm, Zivilprozessordnung und Exekutionsordnung vor, bald darauf die eines Gerichtsorganisationsgesetzes sowie eines Gewerbegerichtsgesetzes, die alle von einem damaligen Beamten im Justizministerium, Franz Klein, entworfen worden waren. Sie passierten noch 1893 das Abgeordnetenhaus. Die Jurisdiktionsnorm vom 1. August 1895 wurde im Reichsgesetzblatt für die im Reichsrath vertretenen Königreiche und Länder veröffentlicht und galt im als Cisleithanien bezeichneten Teil Österreich-Ungarns. Zeitgleich trat auch die Zivilprozessordnung (ZPO) am 1. Jänner 1898 in Kraft. Mit dem Inkrafttreten trat die bisher geltende Allgemeine Gerichtsordnung von 1781 außer Kraft.
Die Jurisdiktionsnorm blieb auch nach dem Zerfall der Habsburgermonarchie 1918 in der Republik Österreich in Kraft.

## Gliederung
- Erster Teil: Von der Gerichtsbarkeit im Allgemeinen
  - Erster Abschnitt: Gerichte und gerichtliche Organe
  - Zweiter Abschnitt: Ablehnung von Richtern und anderen gerichtlichen Organen
  - Dritter Abschnitt: Zuständigkeit
- Zweiter Teil: Von der Gerichtsbarkeit in Streitsachen
  - Erster Abschnitt: Sachliche Zuständigkeit
  - Zweiter Abschnitt: Örtliche Zuständigkeit
    - Besondere Gerichtsstände
      - Ausschließliche
      - Wahlgerichtsstände
- Dritter Teil: Von der Gerichtsbarkeit außer Streitsachen

## Rezeption

### Liechtenstein
Die österreichische Jurisdiktionsnorm wurde weitgehend (jedoch mit teilweise veränderter Zählung) im Fürstentum Liechtenstein übernommen und ist nach wie vor in Kraft (Gesetz vom 10. Dezember 1912 über die Ausübung der Gerichtsbarkeit und die Zuständigkeit der Gerichte in bürgerlichen Rechtssachen [Jurisdiktionsnorm, JN] vom 10. Dezember 1912, LGBl 9/2/1912).
Die Änderungen in der österreichischen Jurisdiktionsnorm werden in Liechtenstein zeitversetzt und mit Abänderungen und Anpassungen an die nationalen Besonderheiten übernommen.
Von der Rechtsprechung in Liechtenstein wird teilweise die Rechtsprechung des österreichischen Obersten Gerichtshofes zur österreichischen Jurisdiktionsnorm zur Auslegung des liechtensteinischen Zivilprozessrechts herangezogen.

## Tschechien
Jurisdiktionsnorm und Zivilprozessordnung wurden am 1. Jänner 1898 auch im heutigen Tschechien (damals Böhmen, Mähren und Schlesien) als Teil Cisleithaniens in Kraft gesetzt. Sie wurde am 1. Jänner 1950 in der Tschechoslowakei durch eine neue Zivilprozessordnung, die sich vor allem an der Zivilprozessordnung der Sowjetunion anlehnte, ersetzt.
Siehe: Zivilprozessordnung (Tschechien).